# Bronzeplastik
Eine Bronzeplastik, eine Bronzeskulptur (bei Einhaltung der Unterscheidung von Skulptur und Plastik trotz weiter Verbreitung weniger korrekt) oder seltener ein Bronzebildwerk, kurz auch Bronze genannt, ist ein aus Bronze hergestelltes Kunstwerk. Bronze ist eine Legierung aus Kupfer und Zinn (im Gegensatz zu Messing, einer Legierung aus Kupfer und Zink), der andere Elemente in geringeren Mengen zugesetzt werden können. Bronze ist ein widerstandsfähiges Material, das mit verschiedenen Patina versehen werden kann. Es gibt zwei Gussverfahren: das Wachsausschmelzverfahren und das Sandform- oder Sandgussverfahren. Namen und Nachweise zu deutschen und internationalen Bronzegießereien sind auf der Liste bekannter Erzgießer und Bildgießereien zu finden.

## Antike

### Griechische Klassik

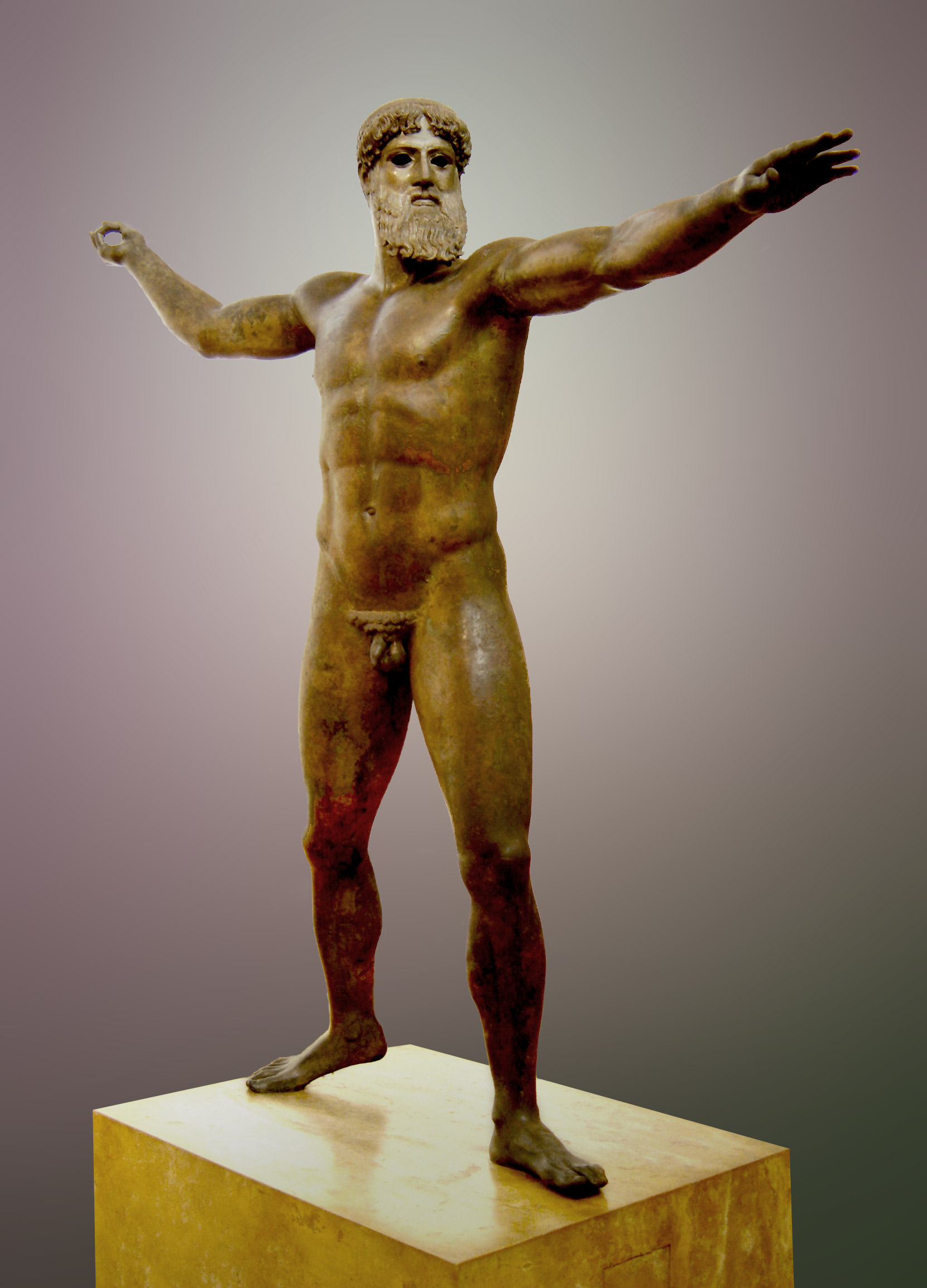
Poseidon vom Kap Artemision, 5. Jahrhundert v. Chr., Athen, Nationalmuseum

Statue eines siegreichen Jünglings, Bronze, Höhe: 151,5 cm, Griechenland, letztes Viertel des 4. Jh. v. Chr., vermutlich von einem Schüler des Lysippos

Aus der griechischen Klassik sind bedeutende Bronzewerke bekannt, die schon im Altertum berühmt waren und vielfach kopiert wurden, insbesondere in der römischen Antike. Einer der berühmtesten Meister war Praxiteles, dessen Steinskulpturen nicht nur in Bronzerepliken verbreitet waren, sondern der auch zahlreiche eigene Bronzewerke schuf. Neben Praxiteles waren Skopas und Lysipp beliebt, letzterem wurden ca. 1500 Erzbildwerke zugeschrieben, die allerdings meist nur in Kopien erhalten sind. Diese spätgriechischen Meister gingen ihrerseits auf die großen Vorbilder Polyklet und Pheidias zurück. Ursprünglich hatte jeder erfolgreiche Wettkämpfer in Olympia, Korinth und Nemea das Recht, eine eigene Bronzeplastik im Heiligtum aufzustellen. In späteren Jahrhunderten sind sehr viele Bronzen zerschlagen und eingeschmolzen worden. Daher sind nur sehr wenige Bronzen aus der Antike erhalten geblieben. In jüngerer Zeit wurden allerdings etliche Bronzen aus dem Meer geborgen. Anhand dieser Funde konnte die hohe Fertigungskunst des Gießerhandwerks studiert werden: Kupfer, Zinn und Blei wurde auf 1000 Grad erhitzt und in tönerne Formen gegossen. Durch das Studium der Technik ließ sich nicht nur Original von Kopie deutlicher unterscheiden, sondern es wurde auch klar, dass die Bronzen in klassischer und hellenistischer Zeit in wenigen Werkstätten an zentralem Ort, meist in der Gegend von Neapel hergestellt wurden. Von dort wurden die fertigen Bronzestatuen in kleinen Segelschiffen über das Mittelmeer bis nach Ägypten, Spanien und Sizilien, sowie in die griechischen Kolonien nach Kleinasien transportiert. Dort wurden sie als Schmuck in den Villen reicher Adliger aufgestellt.
Beispiele für jüngere Funde von Bronzeplastiken:
- Reitender Krieger (British Museum Nr. GR 1904.7-3.1), 6. Jh. v. Chr.
- Apoxyomenos von Kroatien –  Muzej Apoksiomena, Kroatien
- Apollon Sauroktonos, um 350 v. Chr. im Cleveland Museum of Art
- Statue eines siegreichen Jünglings, letztes Viertel des 4. Jh. v. Chr. im J.Paul Getty Museum, Los Angeles
- Knabe von Athen, um 20 v. Chr. – Nationalmuseum Athen

### Römische Bronzen
Berühmt ist die Lex de imperio Vespasiani (69 n. Chr.); diese Platte wird heute in Rom im Kapitolinischen Museum aufbewahrt. Andere Werke aus Bronze, die im Mittelalter zusammen mit dieser Platte auf dem Lateransplatz aufgestellt waren, sind: die Kapitolinische Wölfin, eine Reiterstatue Mark Aurels (im Mittelalter als „Konstantinsreiter“ umgedeutet), der Dornauszieher und Fragmente des Kolosses.

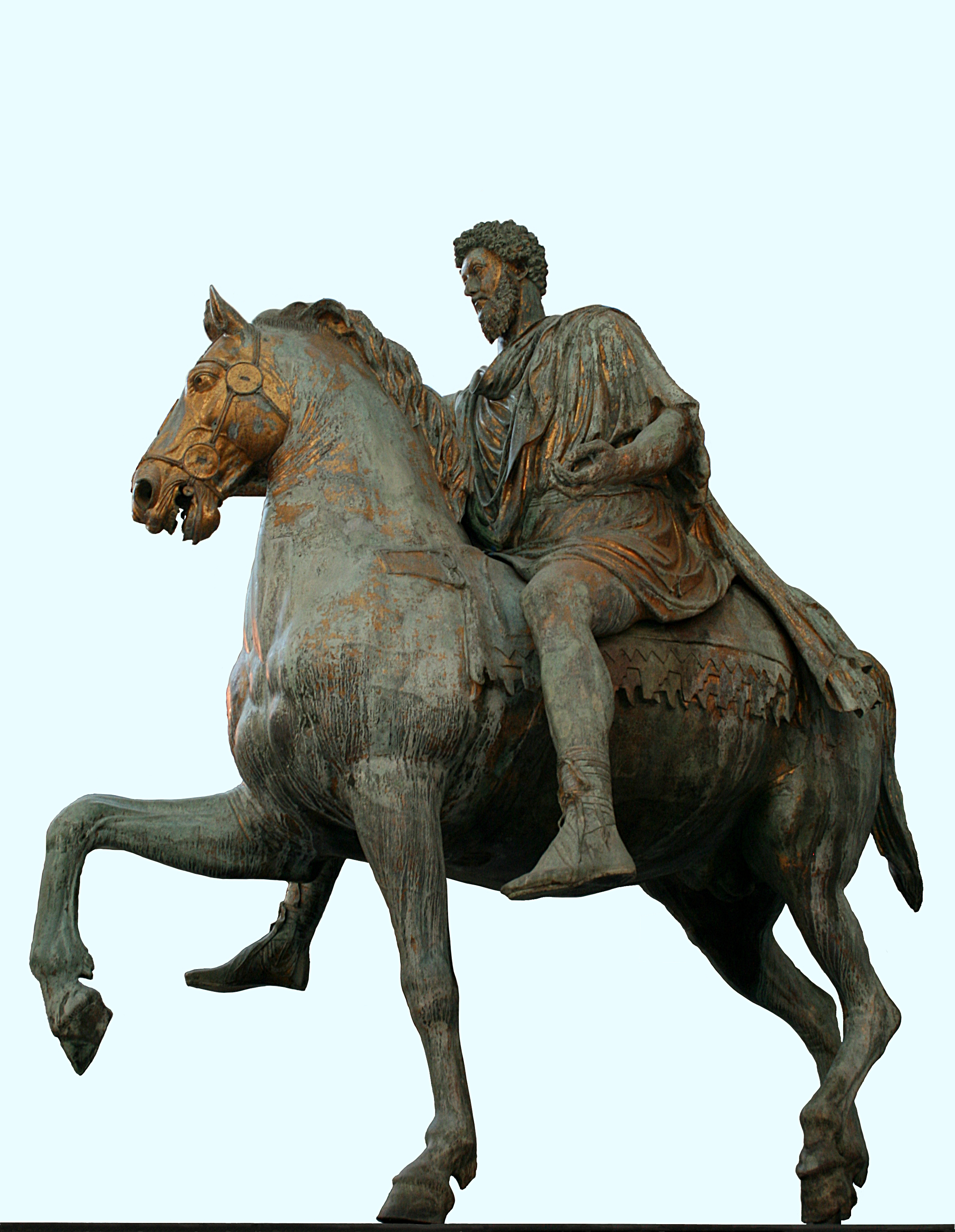
Reiterstatue Mark Aurels (um 165 n. Chr.)

Ein Großteil der antiken Bronzebildnisse dürfte in der Spätantike oder im Mittelalter eingeschmolzen worden sein. Die Bronzefigur der Kapitolinischen Wölfin galt lange Zeit als etruskisch; nach neueren Erkenntnissen stammt sie jedoch erst aus mittelalterlicher Zeit. Viele römische Skulpturen und Plastiken gelten als Kopien griechischer Vorbilder – ein Verdacht, der jedoch bei den Bronzen aus Volubilis nicht besteht; diese werden gemeinhin ins 2./3. Jahrhundert n. Chr. datiert.

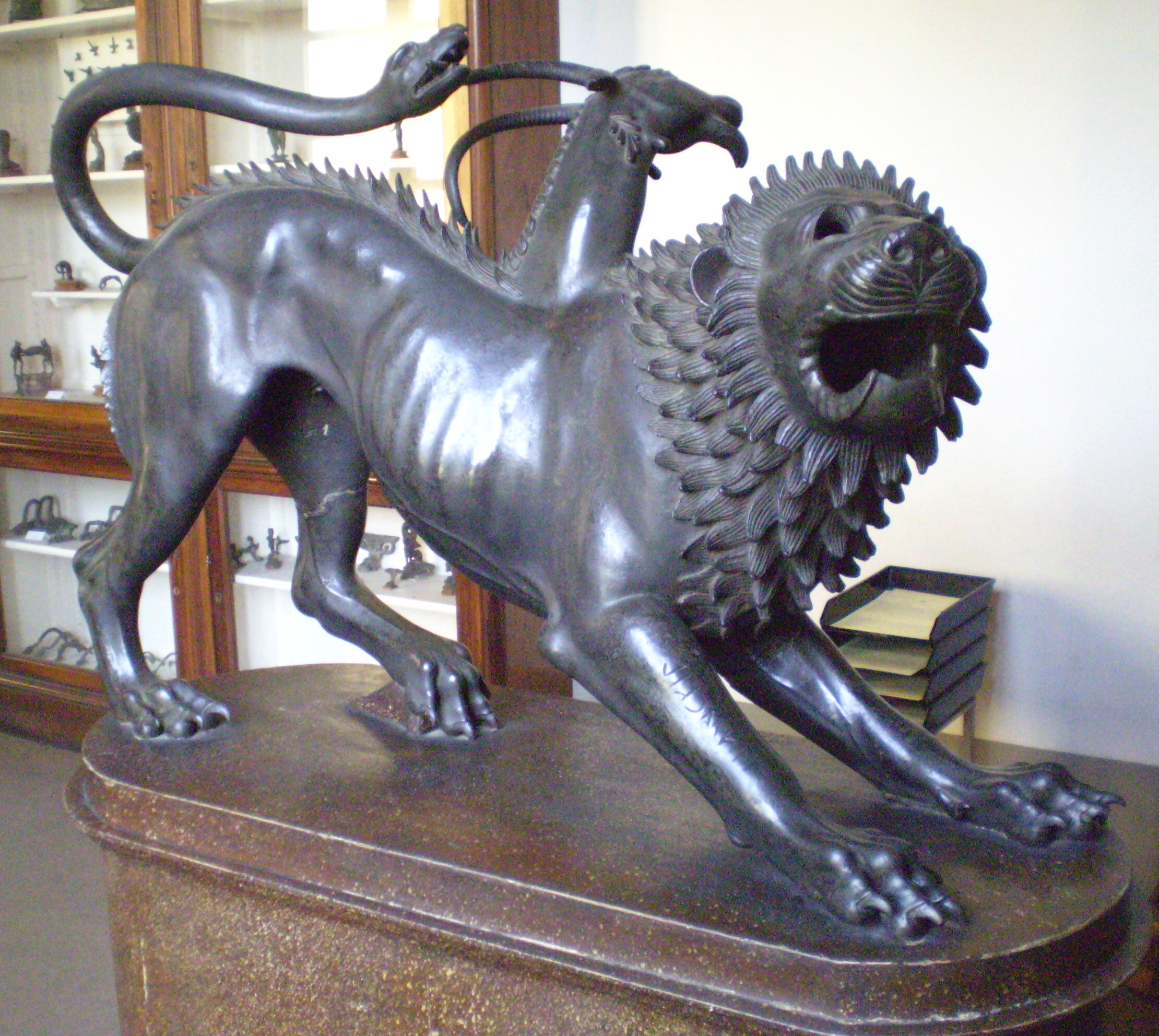
Chimäre von Arezzo (5./4. Jh. v. Chr.)
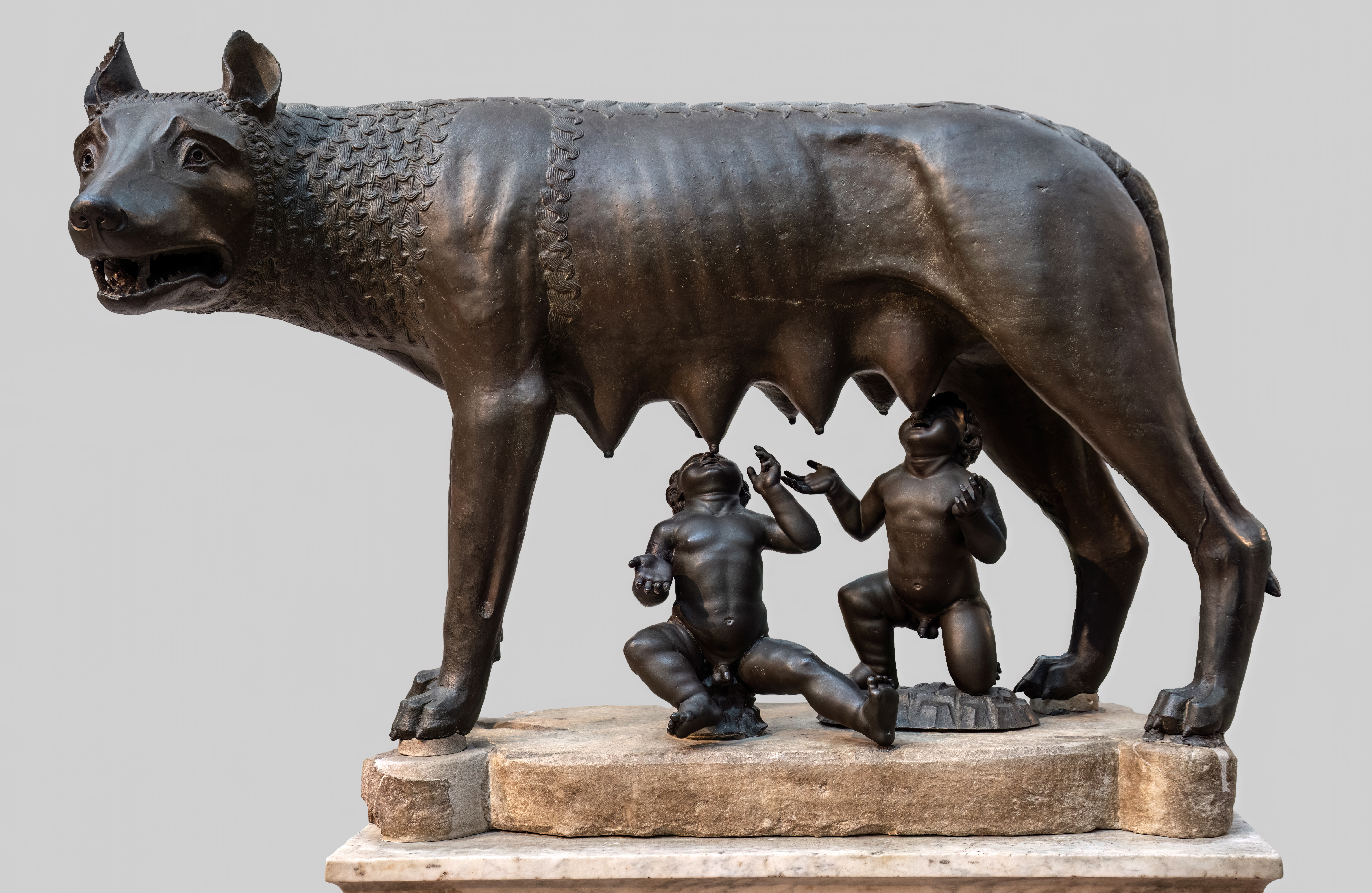
Kapitolinische Wölfin (Datierung unklar)
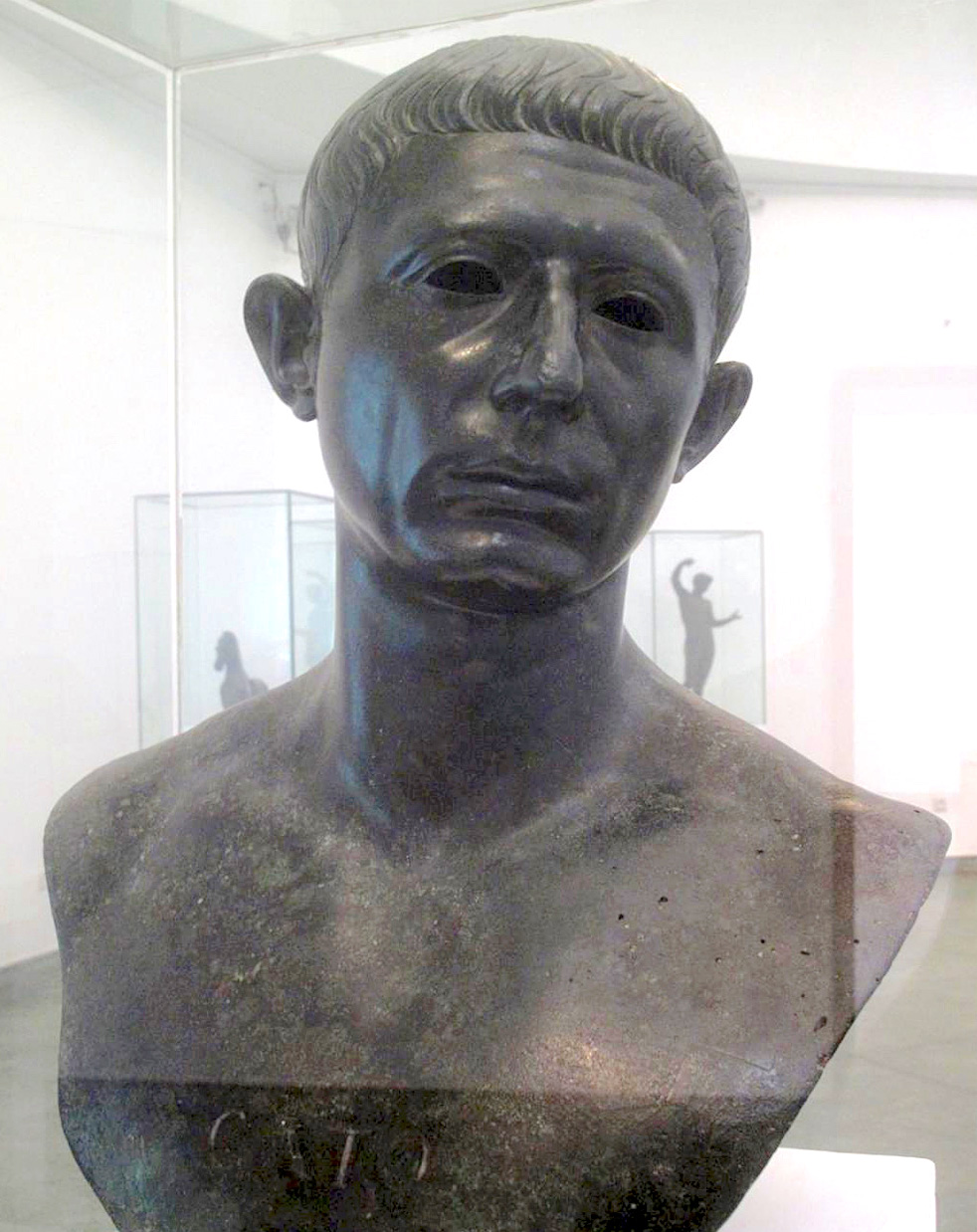
Cato d. Ä. (2./3. Jh.)

Noch im 5. oder 6. Jahrhundert wurde das Reiterstandbild des Theoderich in Ravenna hergestellt, das Karl der Große nach Aachen überführte (wohl bereits im 9. Jahrhundert zerstört). Die letzten römischen Bronzeportale wurden im 5. Jahrhundert gefertigt.

## Mittelalter
An Großbronzen sind aus dem Mittelalter Bronzetüren und einige andere Objekte wie Leuchter, Taufbecken, Grabplatten und figürliche Darstellungen erhalten.

### Nordeuropa

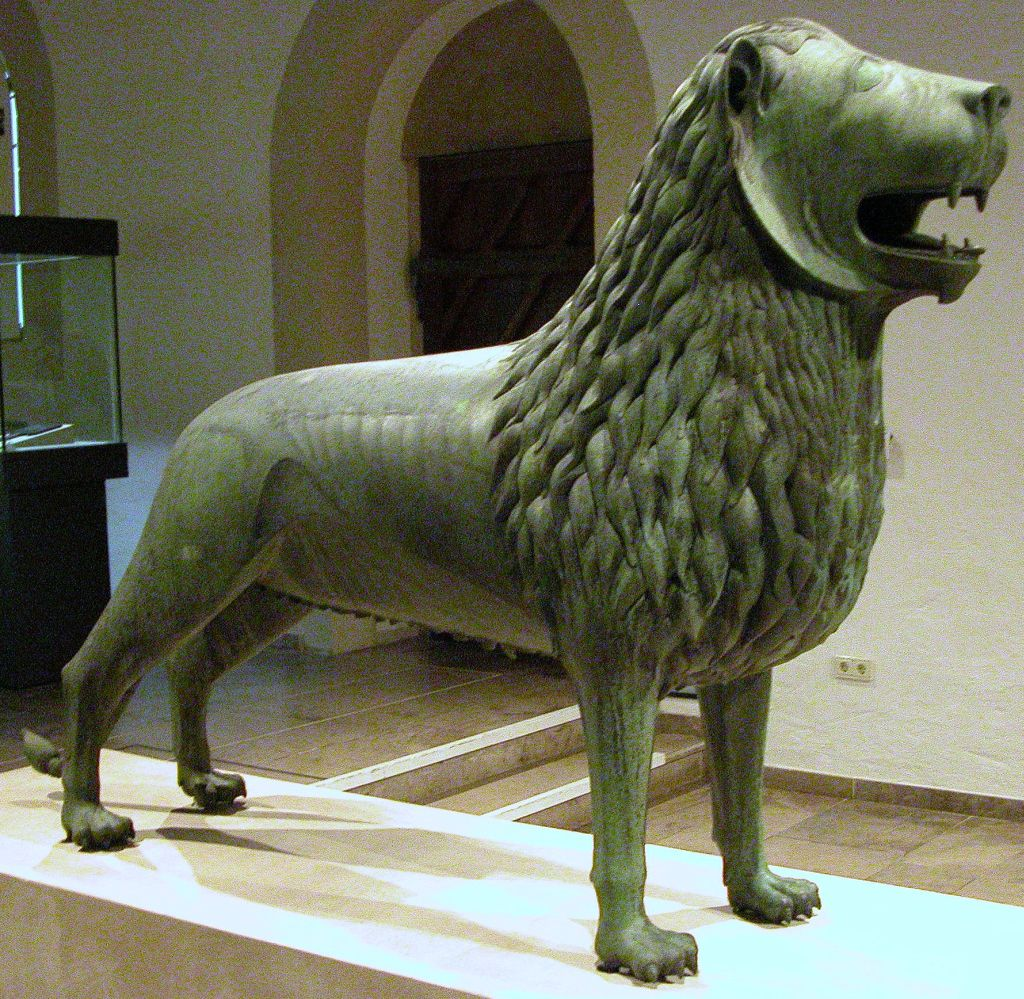
Der Braunschweiger Löwe

Nördlich der Alpen gab es wohl während des gesamten Mittelalters mehrere Werkstätten (z. B. zu Beginn in Aachen, später in Hildesheim, Magdeburg und im Raum um Lüttich).
Der Pinienzapfen im Aachener Dom galt lange Zeit als antik; nach neueren Erkenntnissen wurde er möglicherweise erst um das Jahr 1000 hergestellt.
Der von Heinrich dem Löwen um 1166 auf dem Platz vor dem Braunschweiger Dom aufgestellte „Braunschweiger Löwe“ ist die älteste erhaltene Großplastik des Mittelalters nördlich der Alpen und erster größerer figürlicher Hohlguss seit der Antike. Das Original befindet sich seit 1989 zum Schutz vor schädlichen Umwelteinflüssen in der Mittelalterabteilung des Herzog Anton Ulrich-Museums, der Burg Dankwarderode. Vor dem Dom ist seither eine originalgetreue Kopie zu sehen.
Weitere Werke der romanischen Zeit in Deutschland: Sog. Helmstedter Kreuz (heute in der Schatzkammer St. Ludgerus in Essen-Werden), Grabplatte Rudolfs von Schwaben (im Merseburger Dom), Crodo-Altar (sog. Kaiserstuhl in der Domvorhalle in Goslar), Wolframleuchter (im Erfurter Dom) und die Bernwardstür in der Michaeliskirche in Hildesheim.

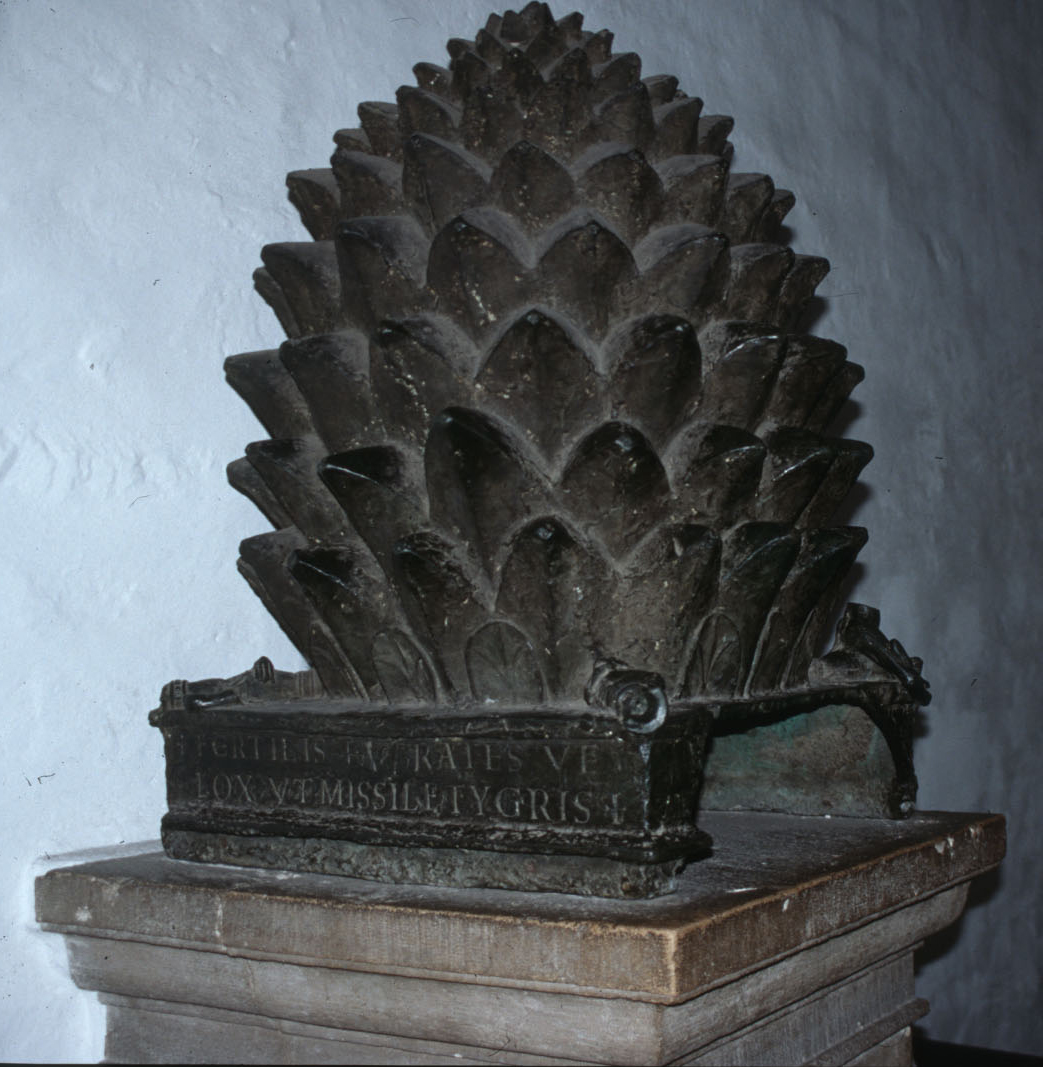
Pinienzapfen (um 1000?) im Aachener Dom
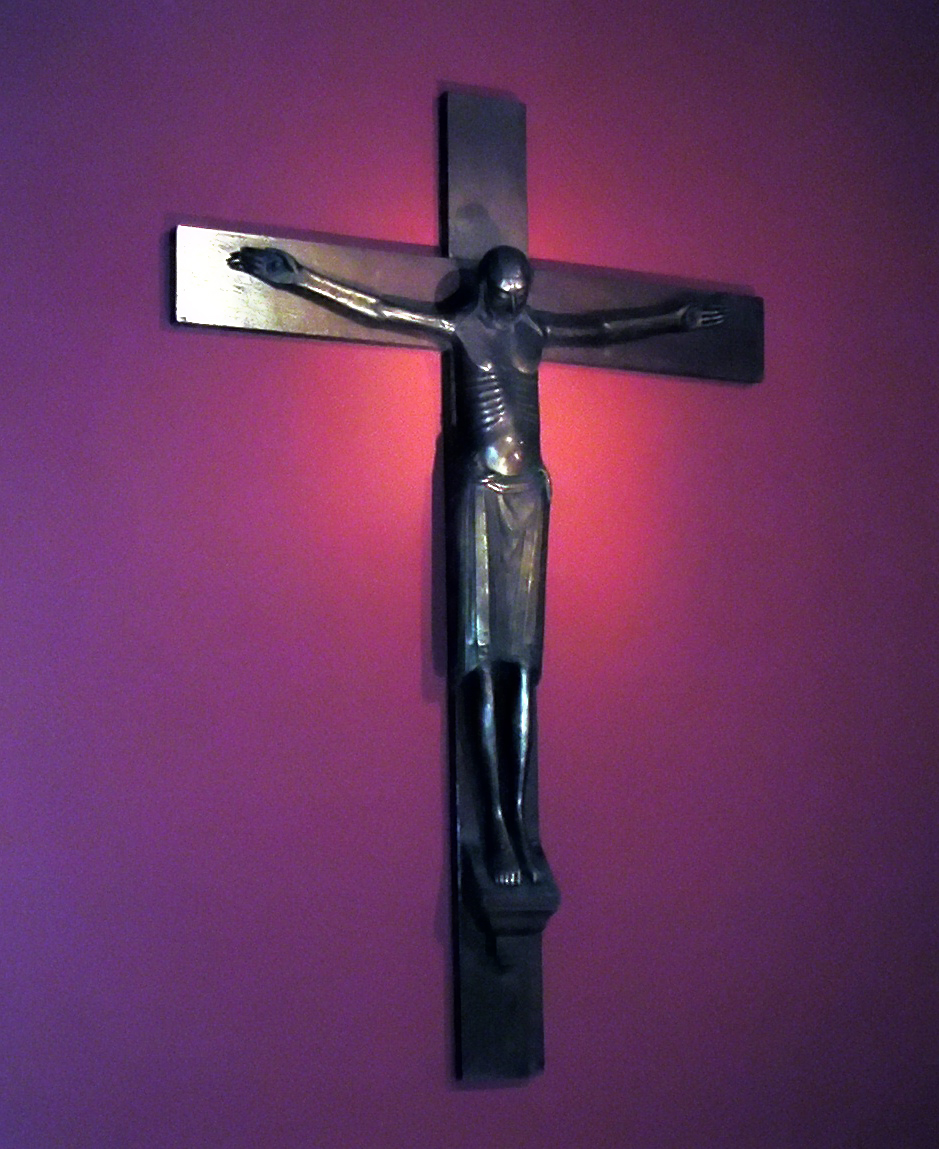
Helmstedter Kreuz (um 1060?) in der Abtei Werden
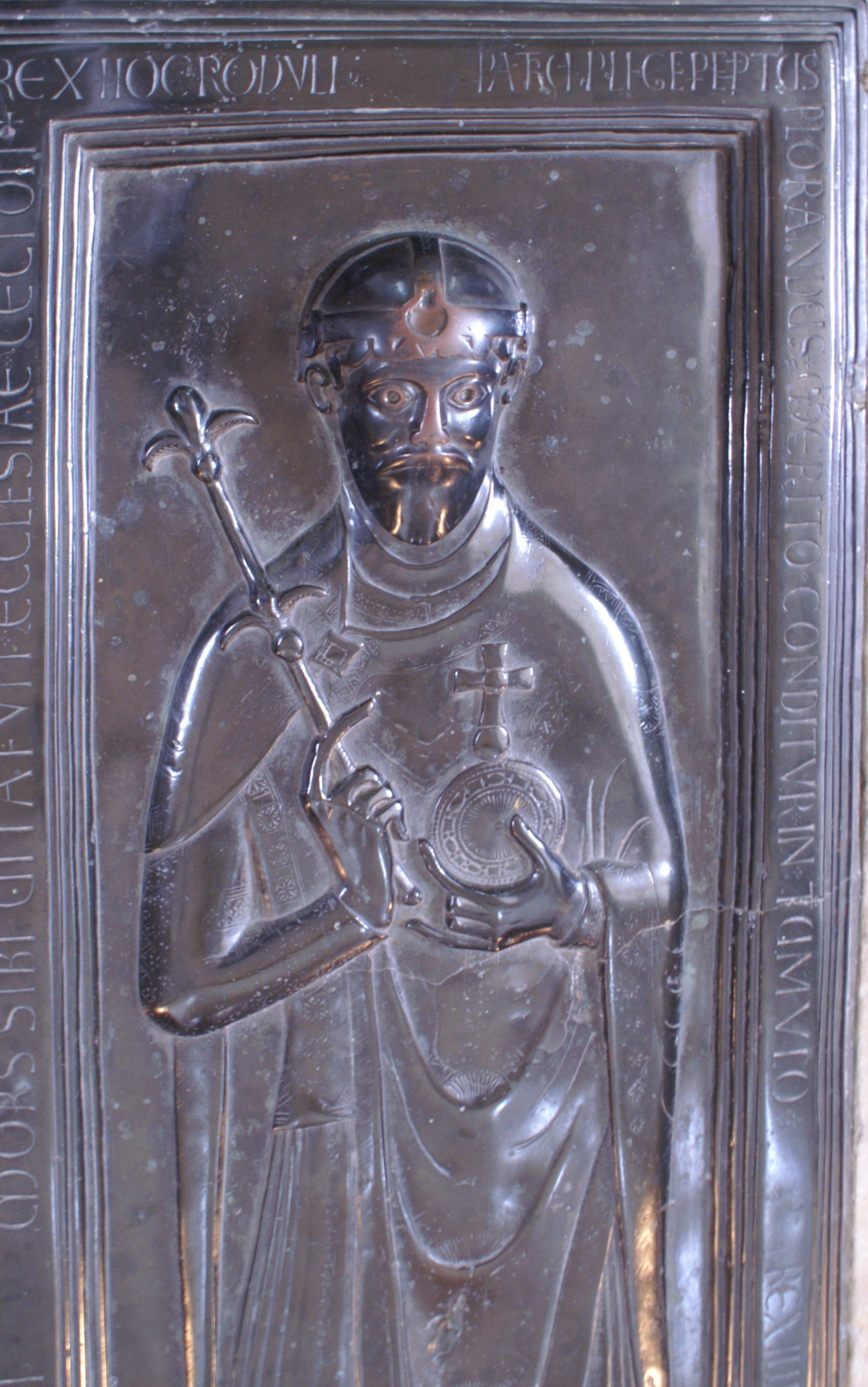
Grabplatte Rudolfs von Rheinfelden (um 1080)
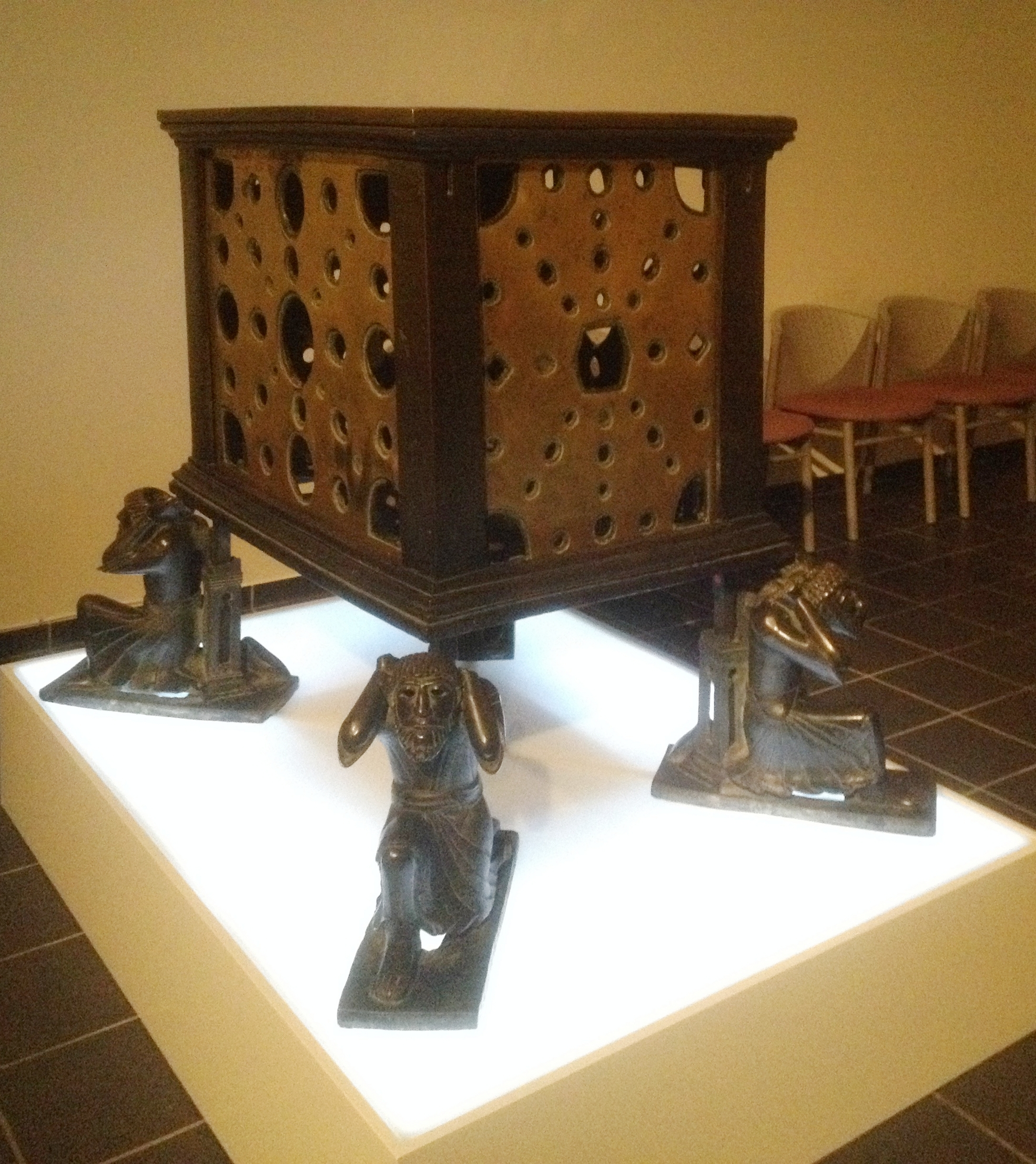
Krodoaltar zu Goslar (um 1080)
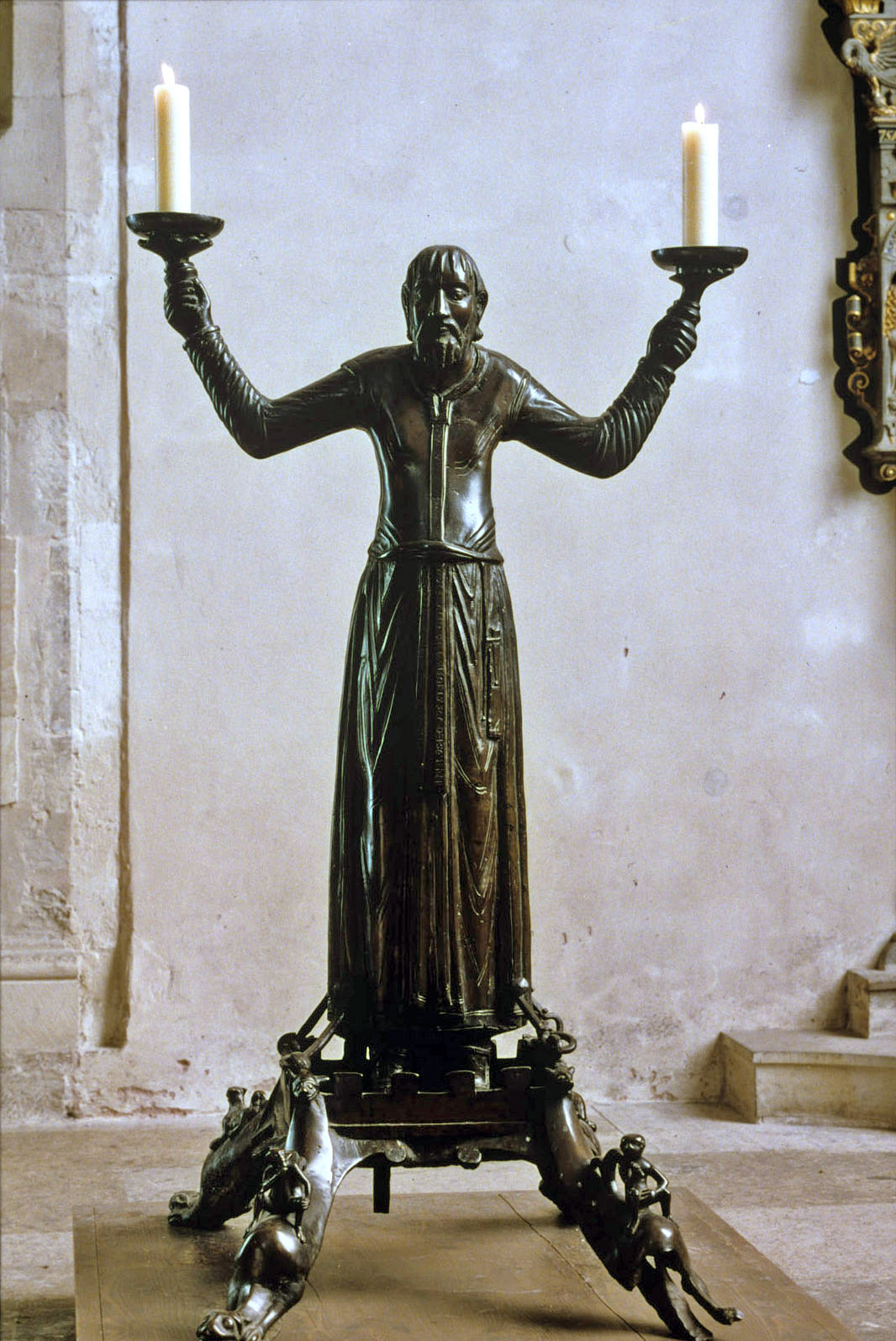
Wolframleuchter (um 1160) im Erfurter Dom
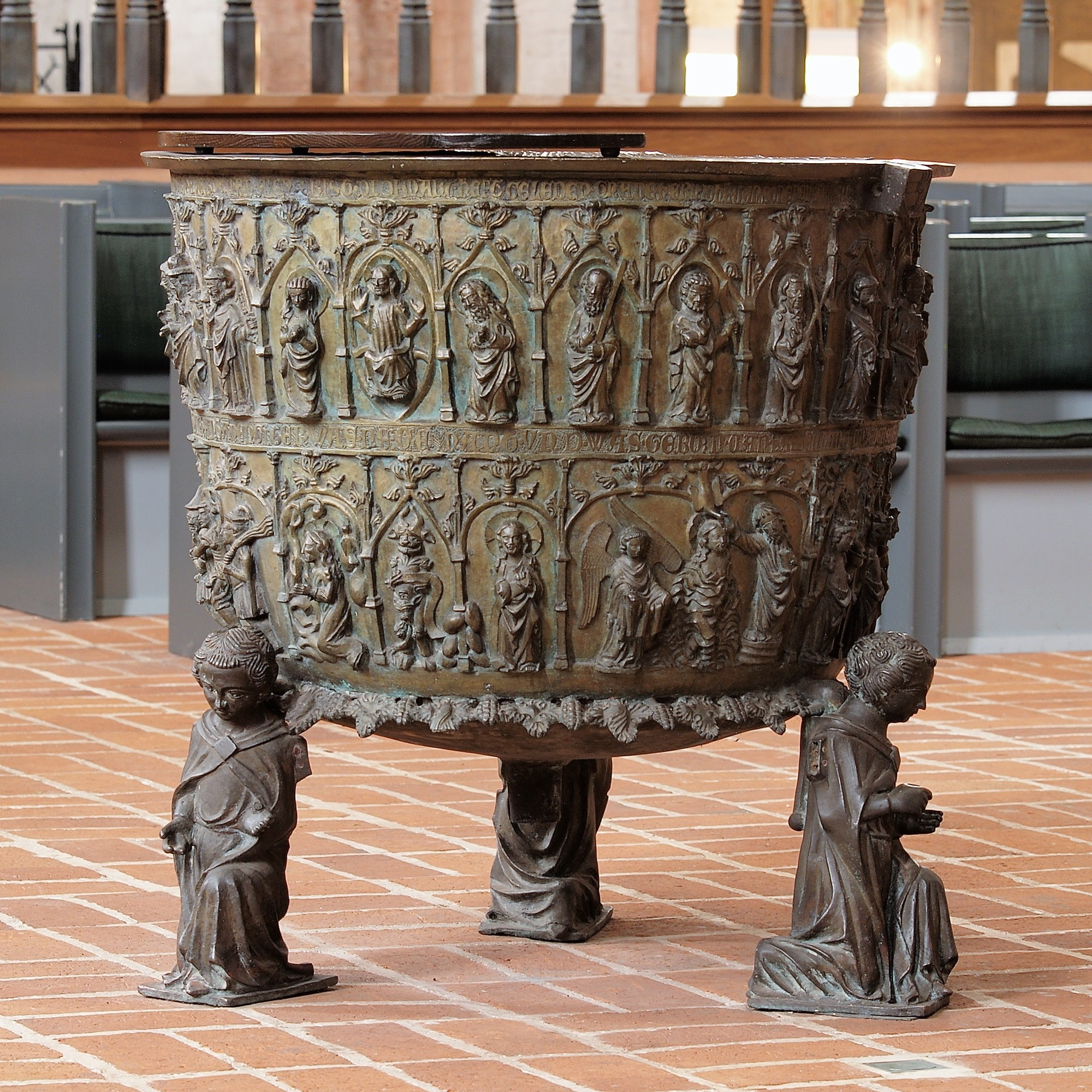
Taufbecken (1337) in der Marienkirche (Lübeck)

### Italien
Bedeutende Werke des Mittelalters und der Frührenaissance in Italien sind: Bronzekugel des Doms von Siena (1264), Architravrelief der Porta della Postierla vor Orvieto (1274), Petrusstatue in St. Peter in Rom (1280) – diese Arbeiten wurden von einem aus Deutschland stammenden Gießer namens „Rosso“ im Vollguss ausgeführt. Zusammengelötete Stücke sind die Bonifaziusstatue und die Türen des Baptisteriums San Giovanni in Florenz von Andrea Pisano (1336) und von Brunelleschi (1401).

## Neuzeit

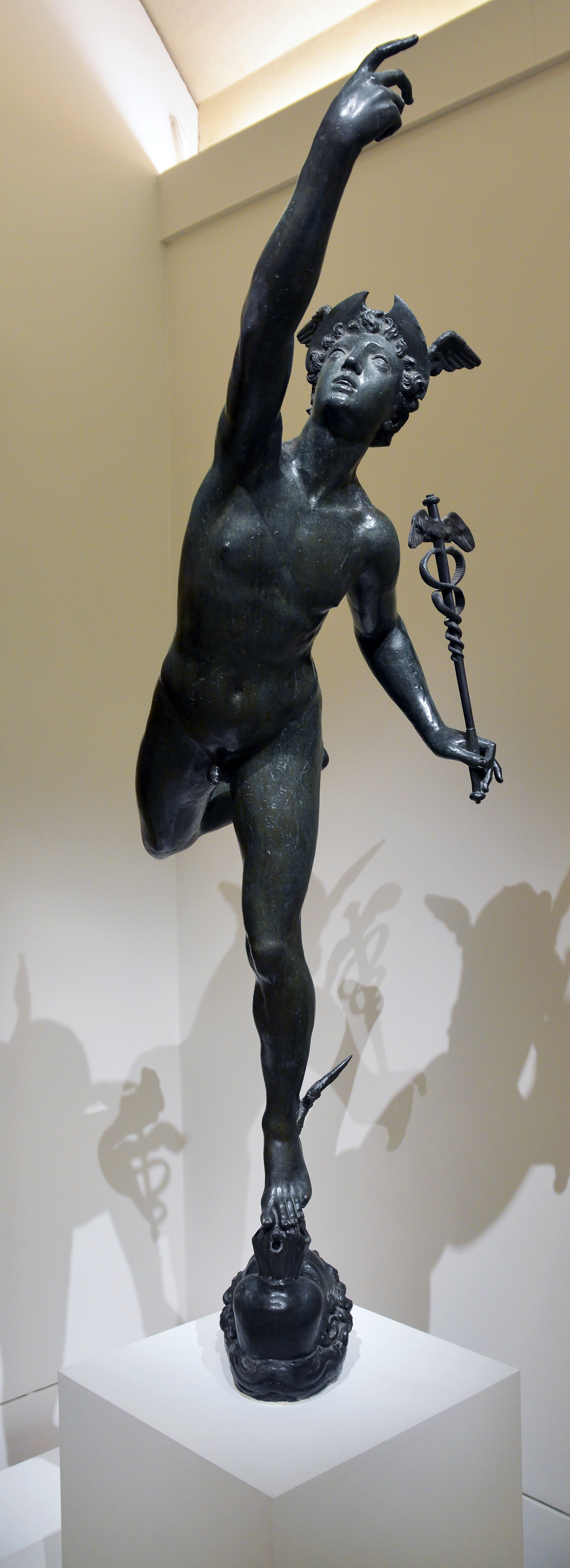
Merkur von Giambologna im Louvre, Paris

### Renaissance und Manierismus
Viele europäische Städte verfügten über Bronzegießereien, doch in Florenz erlebte die Bronzeplastik ihre erste wirkliche Blütezeit. Die wichtigsten Denkmäler sind die beiden Bronzetüren von Lorenzo Ghiberti am Baptisterium (1404–24 und 1425–52) und mehrere Schlüsselwerke von Donatello. Im Norden, wie beim Heiligtum des Heiligen Sebaldus der Familie Vischer in Nürnberg (1507–19), wurde ein messingartigeres Metall bevorzugt, aber die rötlich schimmernde Bronze von Florenz setzte den Standard.
Die Vorliebe der Sammler für Bronzestatuetten fällt mit dem Aufschwung des Interesses an der klassischen Antike zusammen. Der Mantuaner Antico verdiente sich seinen Spitznamen mit sehr raffinierten Verkleinerungen griechisch-römischer Altertümer. Viele der ersten Statuettengießer hatten eine Ausbildung als Goldschmied, wie Antico und der Italiener Andrea Briosco (genannt Riccio).
Während der gesamten Renaissance wurde Bronze nach dem Wachsausschmelzverfahren gegossen. Um 1500 entwickelten die Gießer die Technologie zur Vervielfältigung von Kompositionen. Die ersten großen Unternehmer, die sich mit dem Gießen und der exquisiten Patinierung von Statuetten beschäftigten, waren der in Flandern geborene Manierist Giovanni Bologna – bekannt als Giambologna – und seine Assistenten in Florenz in der zweiten Hälfte des 16. Jahrhunderts. Monumentale Bronzearbeiten wurden in Florenz mit großem Glanz ausgeführt, vor allem Benvenuto Cellinis beliebter Perseus (1545–54). Giambologna war jedoch derjenige, der den größten Einfluss auf die Umsetzung des Monuments in die Statuette hatte, und seine gewundene Kunst, die auf den Kompositionsprinzipien der figura serpentinata beruhte, wurde von Hofbildhauern in ganz Europa aufgegriffen, darunter der in den Niederlanden geborene Adriaen de Vries und der in München lebende Hubert Gerhard.

### Barock

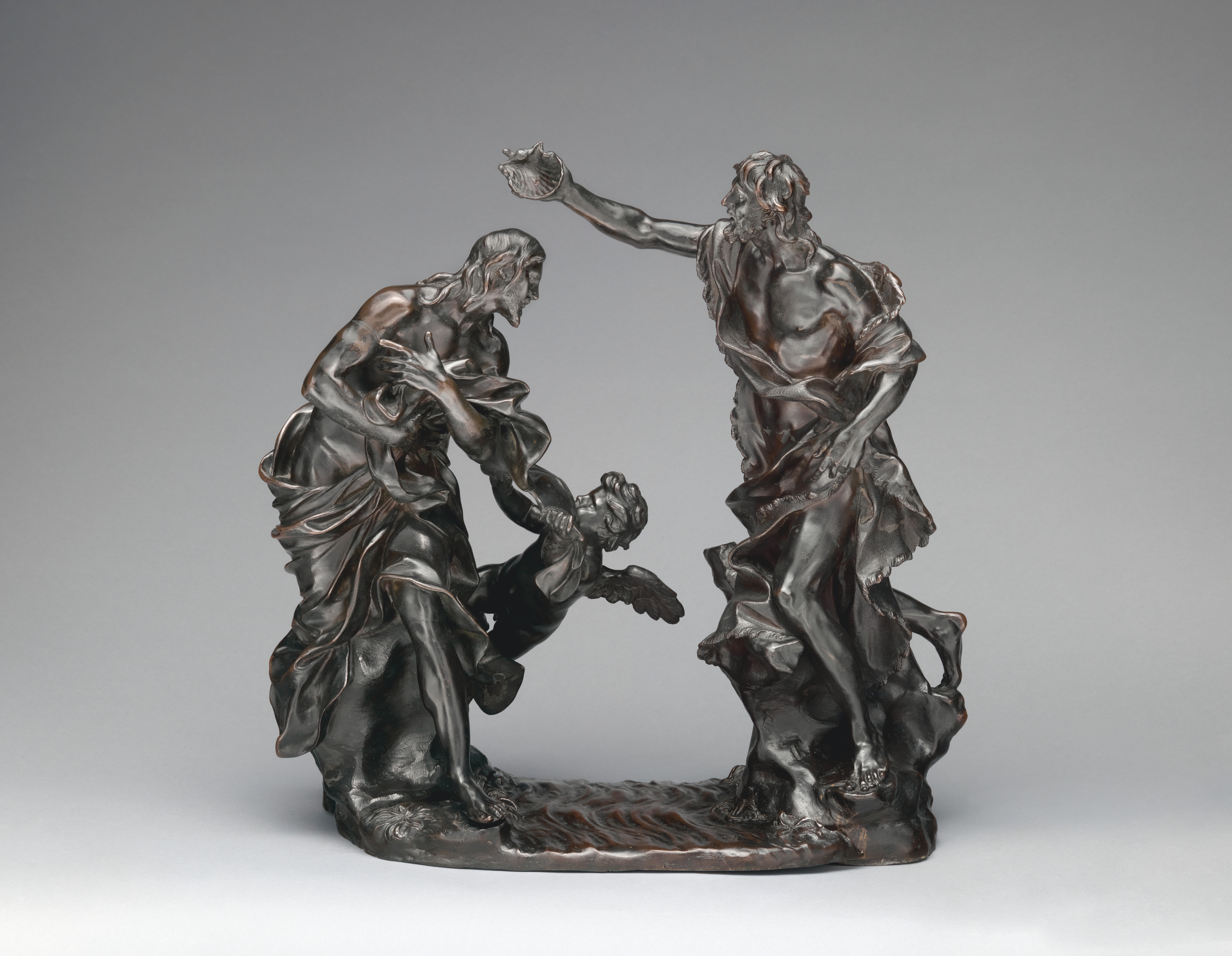
Alessandro Algardi, Taufe Christi, Metropolitan Museum, New York

Künstlerische Bronzearbeiten wurden im 16., 17. und 18. Jahrhundert in der Regel für kirchliche und adelige Auftraggeber geschaffen oder von Adeligen für ihre Kunstsammlungen erworben, aber auch von Künstlern als Anschauungsmaterial verwendet. Oft stellten die Bronzegiesser Surmoulages her – Abgüsse von Bronzeplastik. In dieser Zeit gab es auch zahlreiche Antikenfälschungen. Dabei handelte es sich um zeitgenössische, meist kleinformatige Bronzen, die als originale antike Stücke verkauft wurden.
Viele Bildhauer des Barock, wie Gianlorenzo Bernini und Alessandro Algardi, waren auch Architekten, und ihre Skulpturen wurden oft geschaffen, um ihre architektonischen Projekte zu ergänzen.
Die wichtigsten und einflussreichsten Bronzekünstler gab es in Italien: Giovanni da Bologna, gen. Giambologna, Antonio Susini, Alessandro Algardi, Massimiliano Soldani Benzi; in Deutschland: Hans Reichle, Georg Schweigger; in Österreich: Georg Raphael Donner, Franz Xaver Messerschmidt und in Frankreich: Michel Anguier.

### 19. Jahrhundert

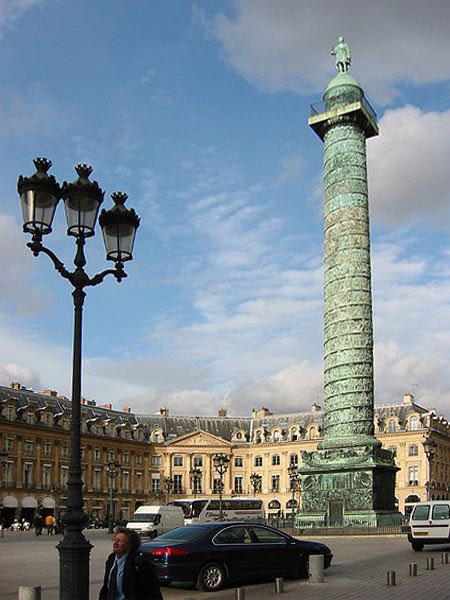
Colonne Vendôme auf dem Place Vendôme, Paris

Im 19. Jahrhundert erlebte die Bronzeplastik als Medium der bildenden Kunst eine neue Blüte. Es war die Zeit der öffentlichen weltlichen Denkmäler und Gedenkstätten, von denen viele in Bronze gegossen wurden. Diese Werke würdigten oft historische Persönlichkeiten oder Ereignisse und wurden auf öffentlichen Plätzen und in Parks aufgestellt. Ein Beispiel dafür ist die Siegessäule auf dem Place Vendôme in Paris (Colonne Vendôme).
Bedeutende Bildhauer, die Bronzebildwerke für öffentliche Plätze entwarfen waren: Pierre Jean David d’Angers, Antoine-Augustin Préault, François Rude, Jean Baptiste Carpeaux, Aimé-Jules Dalou, Frédéric-Auguste Bartholdi.
Im 19. Jahrhundert begann auch die Kommerzialisierung der Bronzeskulpturen, die über den im 19. Jahrhundert sich entwickelnden Kunsthandel (vor allem in Paris) und neu gegründete Privatgalerien an ein breites bürgerliches Publikum verkauft wurden. Zu dieser Zeit waren die Auflagen der einzelnen Modelle noch unbegrenzt. Das heißt, es wurden Bronzeskulpturen gegossen, so lange es eine Nachfrage gab.
Zu den bedeutendsten Bronzebildhauern des 19. Jahrhunderts zählen Auguste Rodin, Antoine-Louis Barye, Camille Claudel, Antoine Bourdelle, Constantin Meunier.

### 20. Jahrhundert

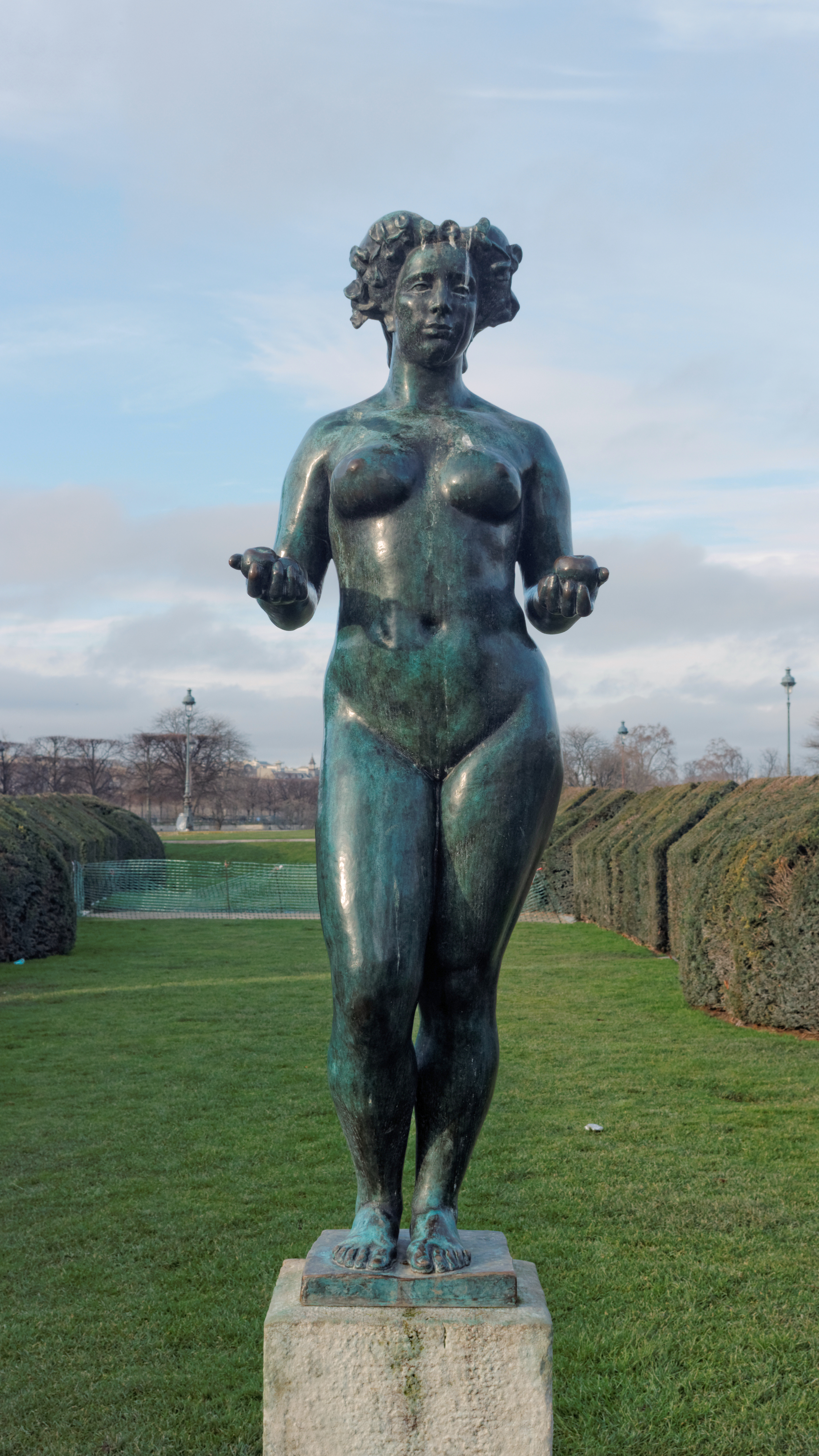
Pomona von Aristide Maillol, Tuileriengarten, Paris

Bronze war auch im 20. Jahrhundert ein beliebtes Medium, in dem viele namhafte Künstler arbeiteten. Die Schaffung von Bronzeskulpturen für den öffentlichen Raum blieb populär, und viele städtische und private Institutionen (Banken, Versicherungen, Privatsammlungen) gaben großformatige Werke für Parks, Plätze und andere öffentliche Räume in Auftrag. Viele Bronzeplastiken wurden nun von Museen angekauft (Metropolitan Museum, Musée d’Orsay, Louvre). Es wurden Museen gegründet, die dem Œuvre einzelner Bildhauer gewidmet sind (Musée Rodin, Musée Maillol, Georg Kolbe Museum, Lehmbruck Museum, Ernst Barlach Haus-Stiftung Hermann F. Reemtsma, Arp Museum Bahnhof Rolandseck). Bronzeplastiken wurden für private Sammlungen erworben.
Zu den bemerkenswertesten Bronzeskulpturen des 20. Jahrhunderts gehören Werke von Pablo Picasso, Henri Matisse, Aristide Maillol, Constantin Brâncuși, Henry Moore, Alberto Giacometti, Joan Miró.
Weitere wichtige Künstler, die Bronzeplastiken geschaffen haben, sind: George Minne, Bernhard Hoetger, Georg Kolbe, Käthe Kollwitz, Ernst Barlach, Rudolf Belling, Henri Laurens, Medardo Rosso, Umberto Boccioni, Germaine Richier, Alexander Archipenko, Jacques Lipchitz, Otto Freundlich, Ossip Zadkine, Max Ernst, Fritz Wotruba, Jean Arp, Marino Marini, Giò Pomodoro, Kenneth Armitage, Johannis Avramidis, Lynn Chadwick, Willem de Kooning, Markus Lüpertz, Magdalena Abakanowicz, Louise Bourgeois, Joseph Beuys.

## Asien

### Iran
Eine um 900 v. Chr. geschaffene Bronzestatuette in Form eines Hirsches wurde im Tal des Kaluraz (in der nordiranischen Provinz Gilan) gefunden, woher auch eine tiergestaltige Bronzestatuette aus dem 8./7. Jahrhundert v. Chr. stammt.
Ab 1928 gelangten „Luristan-Bronzen“ aus zahlreichen Raubgrabungen in den europäischen und US-amerikanischen Kunst- bzw. Antikenhandel.

### Indien
Als ältestes erhaltenes Bronzebildwerk der Welt gilt die Kleinfigur einer Tänzerin aus Mohenjo-Daro, welche ins 2. oder 1. Jahrtausend v. Chr. datiert wird. Eine Blütezeit erlebte der Bronzeguss während der Herrschaft der tamilischen Chola-Dynastie (10.–13. Jh.) im Süden Indiens.

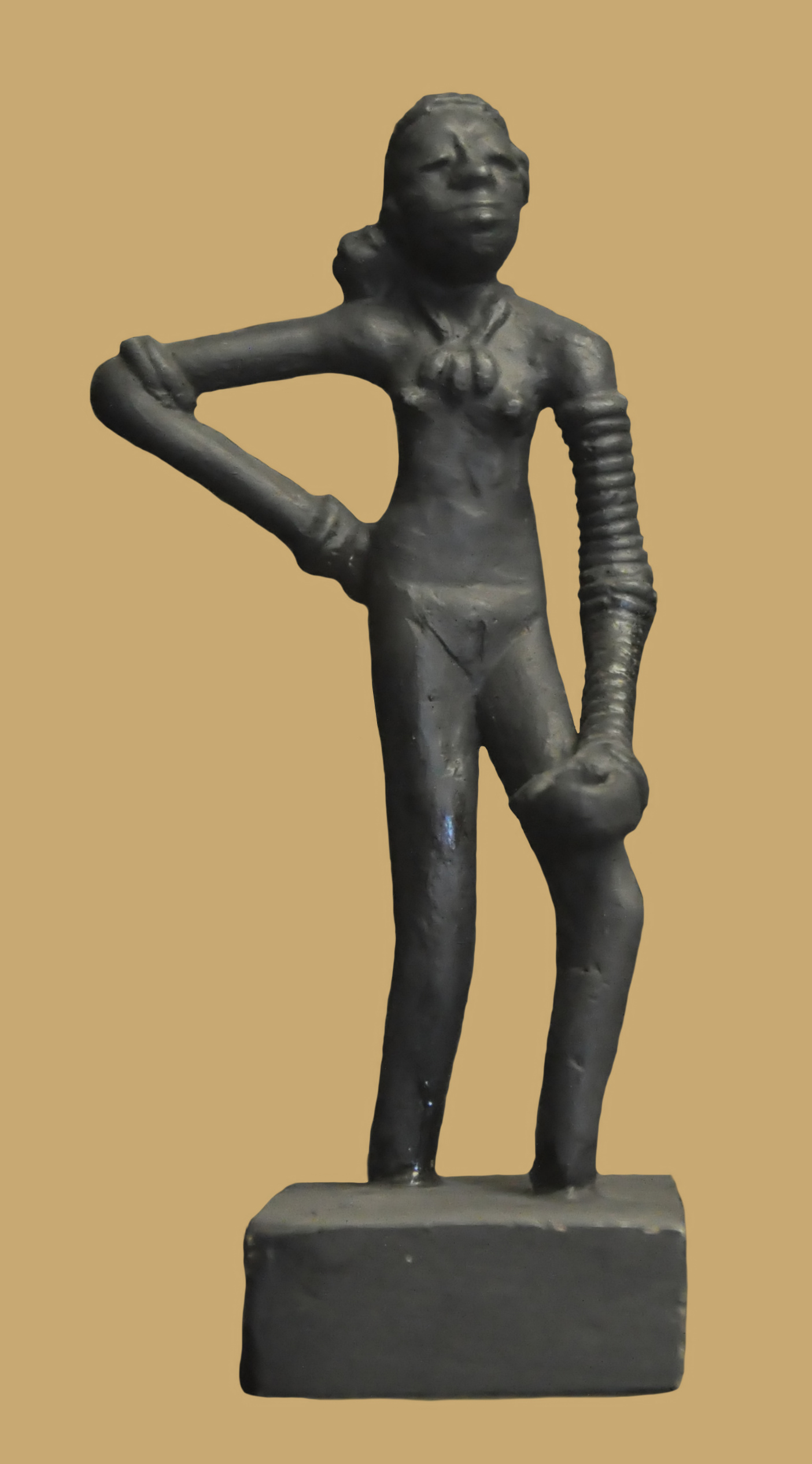
Tänzerin(?), Mohenjo-Daro
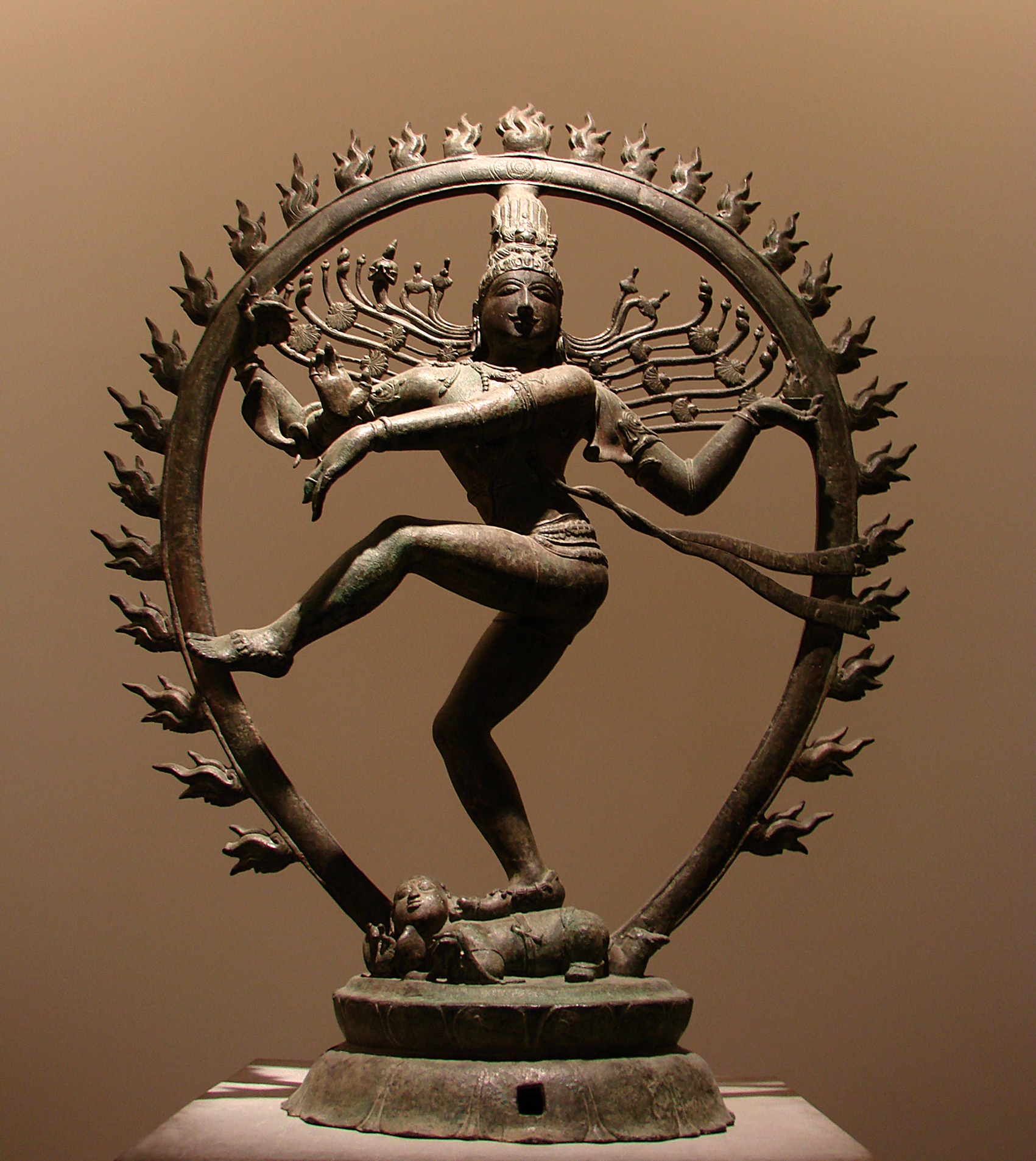
Shiva Nataraja, Chola-Bronze (11. Jh.)
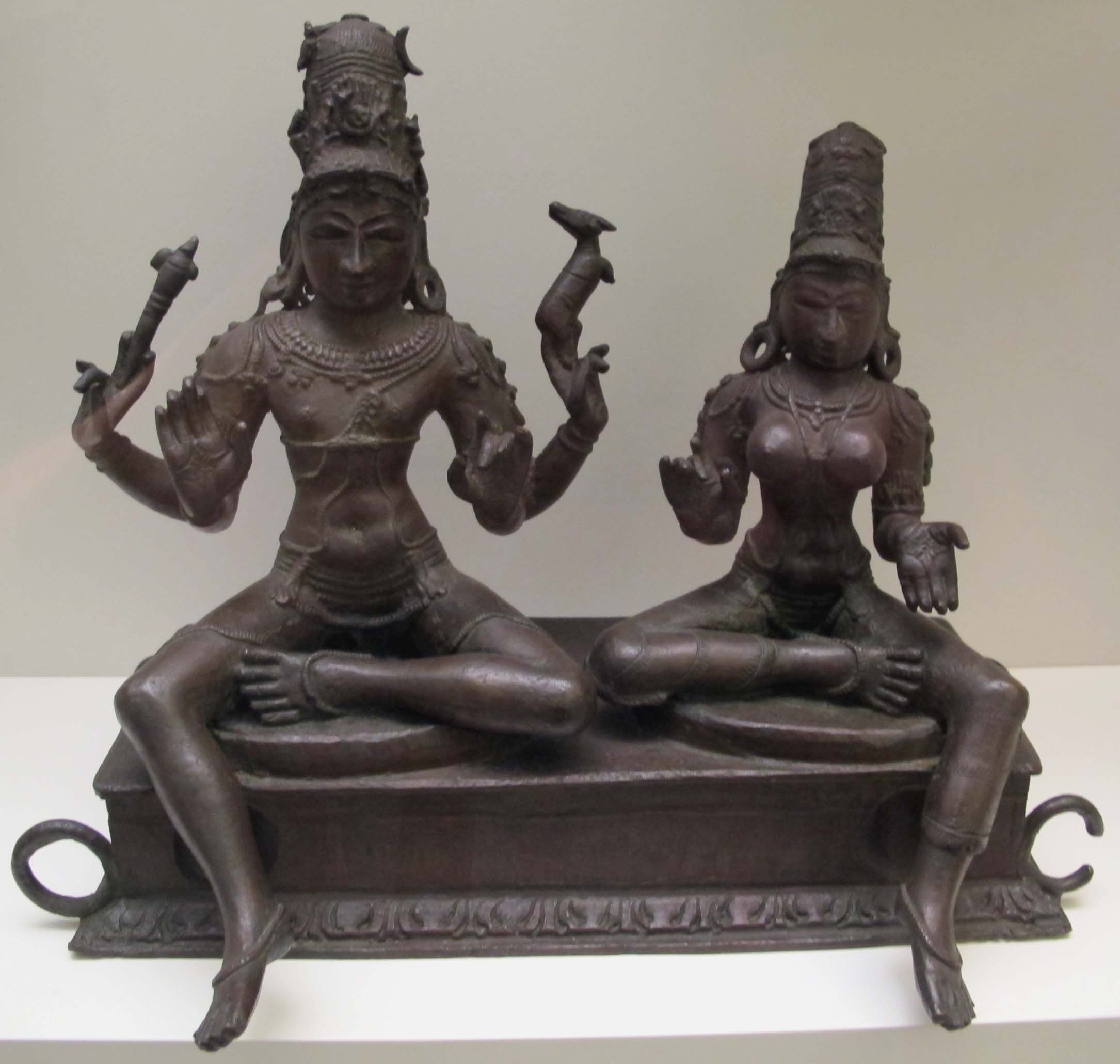
Shiva und Parvati, Chola-Bronze (13. Jh.)

### China, Tibet, Nepal, Vietnam
China gilt als eines der wichtigsten Länder für den Bronzeguss in Ostasien. In mittelalterlicher Zeit machten sich in Tibet und Nepal erneut Einflüsse aus Indien und Südostasien bemerkbar, doch wurden in der Hauptsache nur Kleinbronzen hergestellt. Auch in Vietnam und Korea waren Bronzeplastiken bekannt.

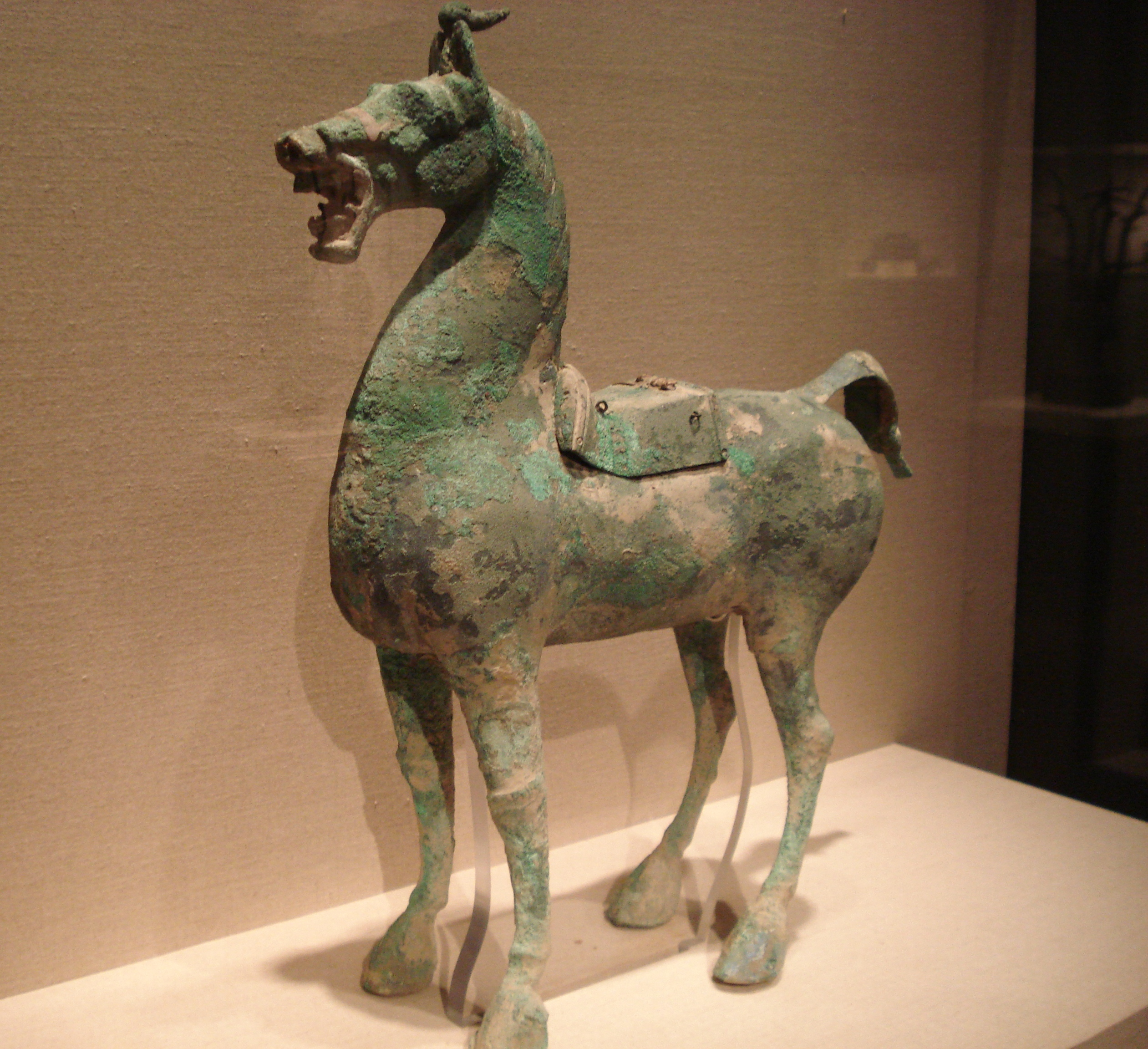
Pferd, Han-Dynastie
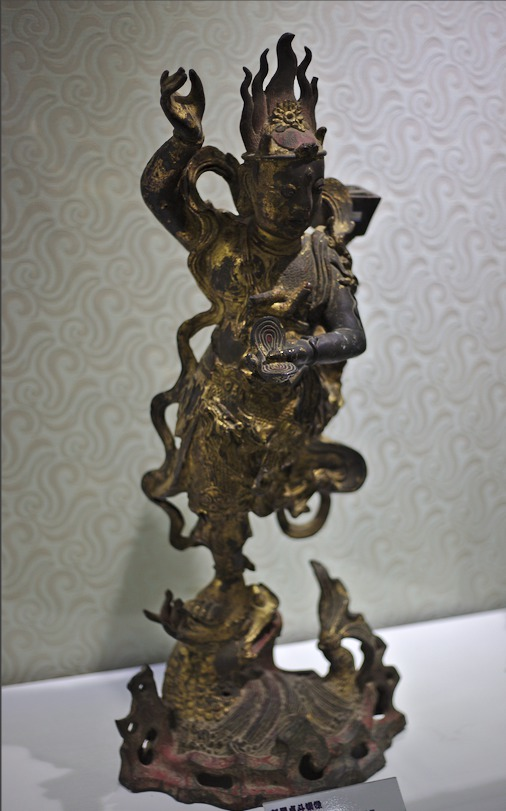
Kui Xing, Ming-Dynastie
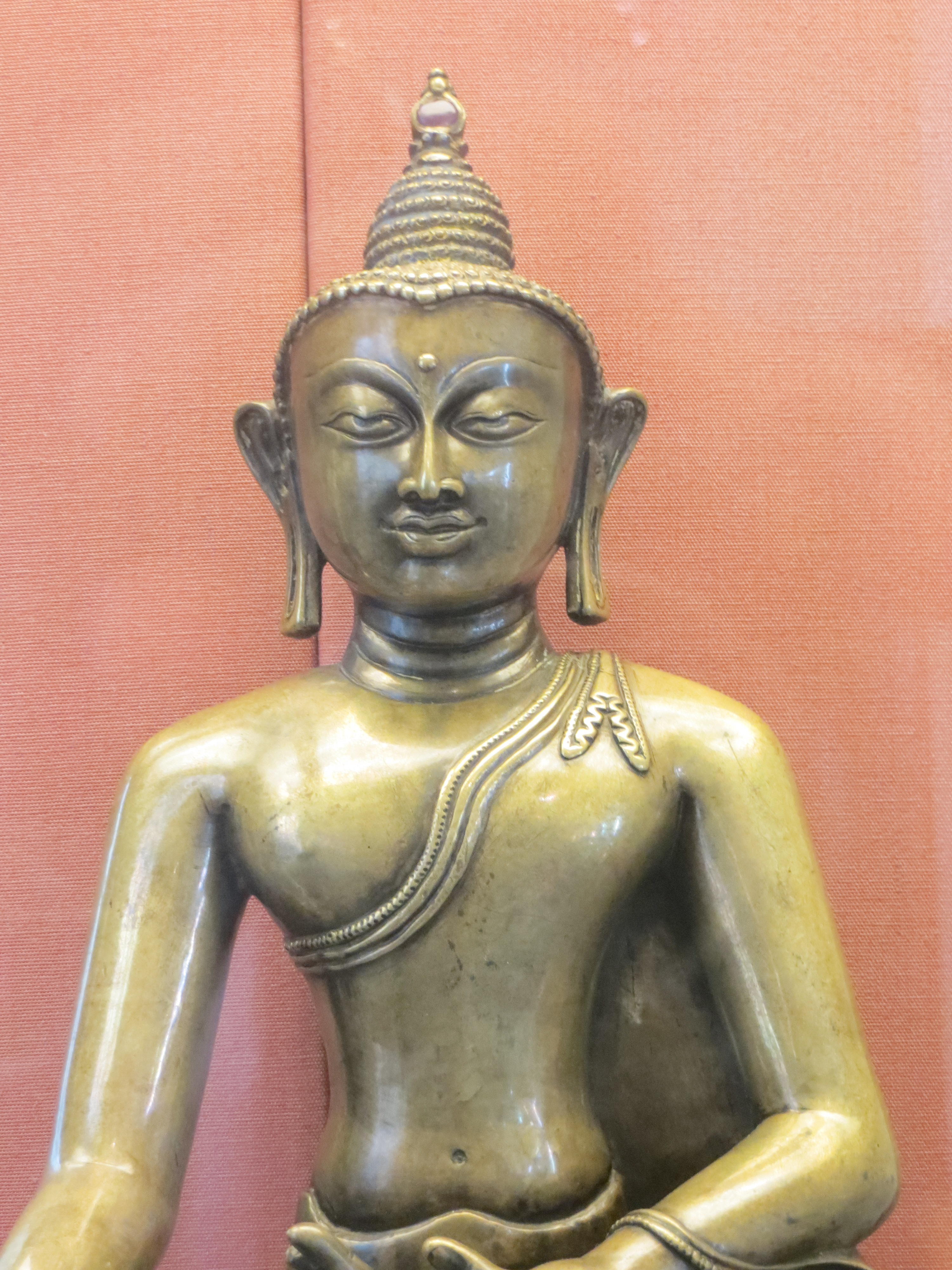
Buddha Akshobhya, Tibet (12./13. Jh.)
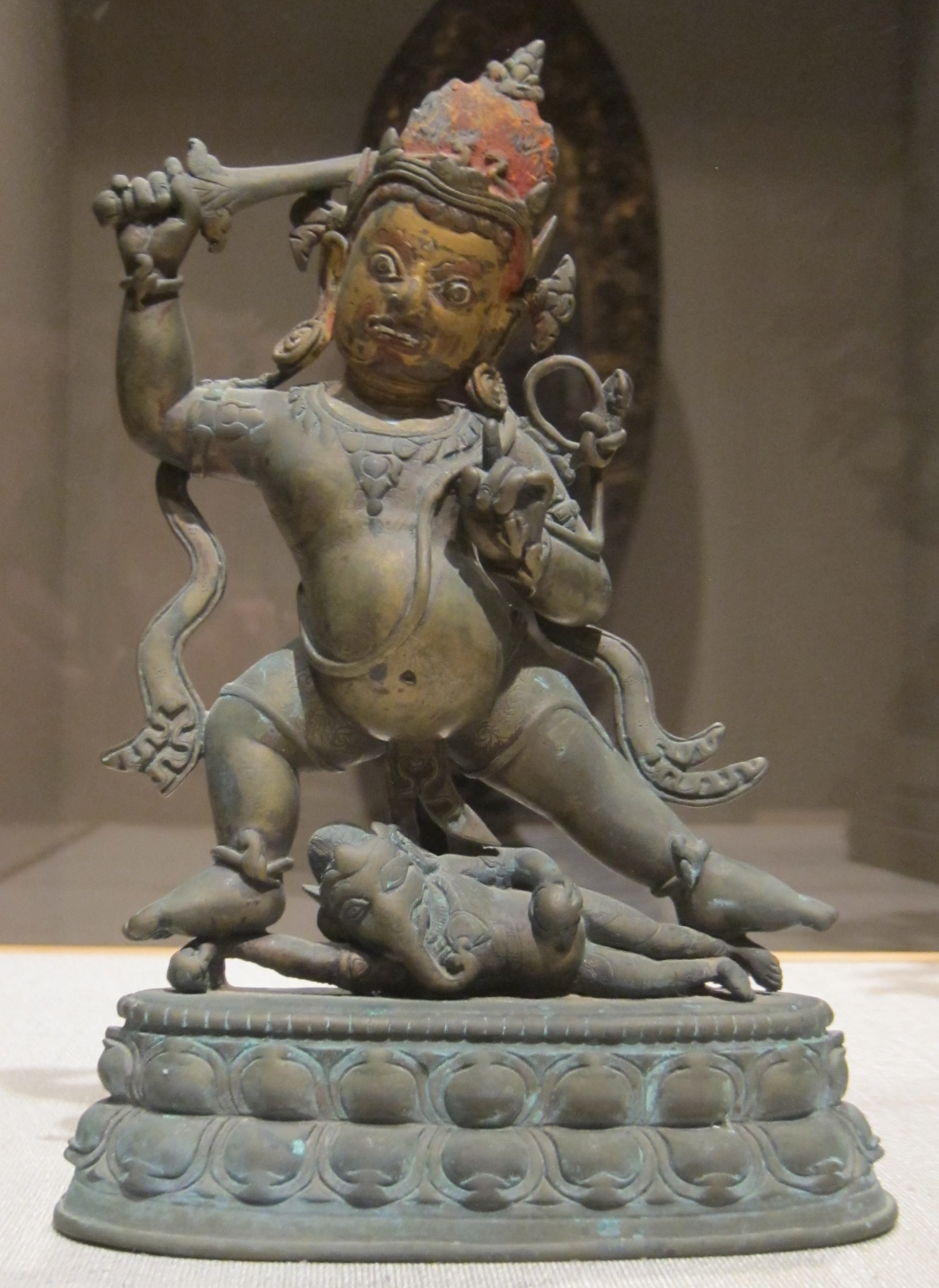
Achala, Tibet (15./16. Jh.)
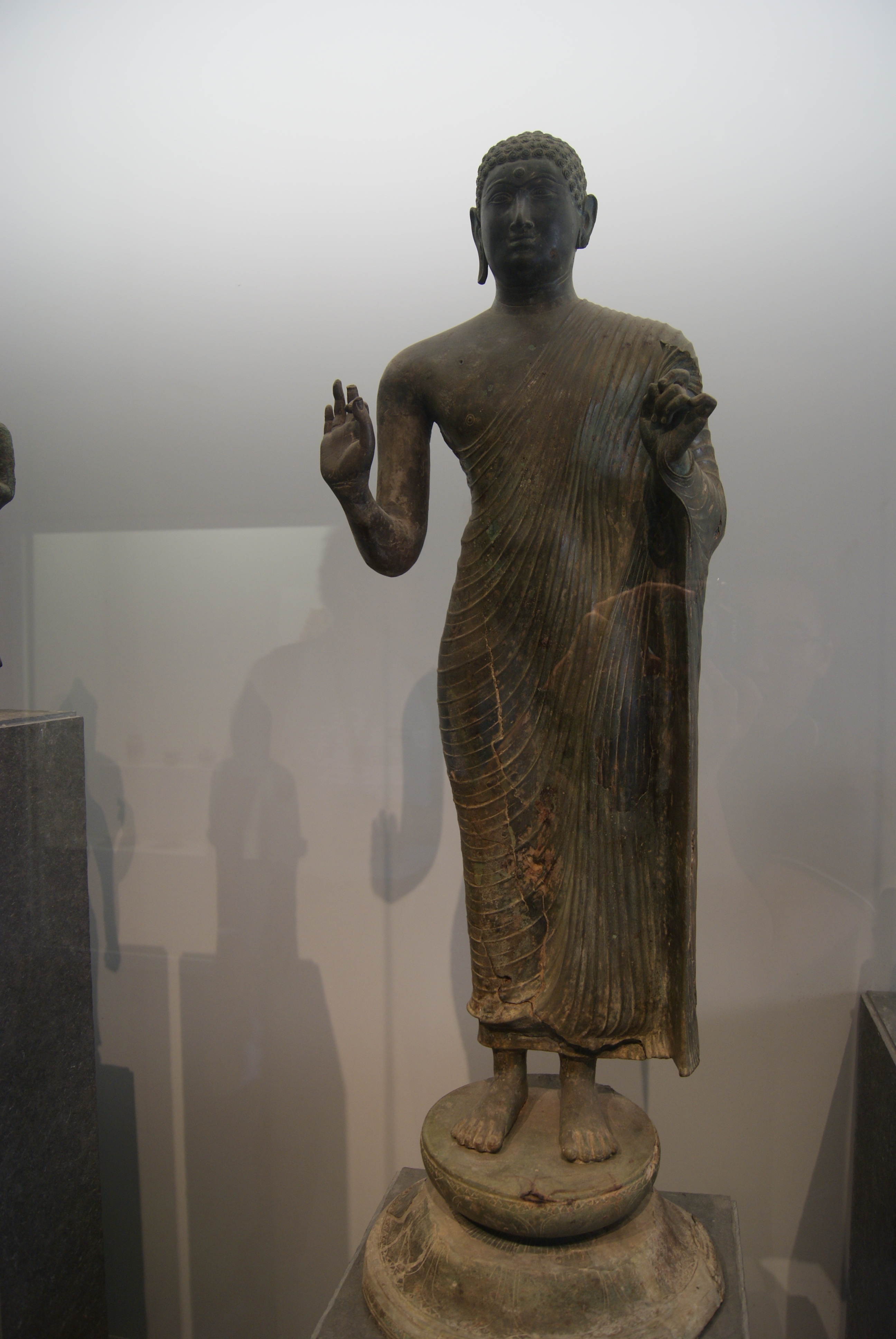
Buddha-Statue, Vietnam (8./9. Jh.)

## Nachgüsse
Rechtlich gesehen gibt es zwei Arten von Bronzegüssen: Nachgüsse, die vom Künstler, seinen Erben oder dem jeweiligen Inhaber der Reproduktionsrechte genehmigt wurden, und Bronzegüsse, die nicht genehmigt wurden, d. h. Nachgüsse von geringem Wert.
Technisch gesehen gibt es zwei Möglichkeiten für den Nachguss einer Form. Zum einen der Abguss vom Originalmodell, z. B. in Gips oder Ton, oder zum anderen der Abguss von der (Original-)Bronze selbst und ein darauf basierender Nachguss. Dabei kommt es jedoch zu einer Schrumpfung, d. h. die Bronze (der Nachguss) wird in Höhe und Umfang kleiner und meist gehen auch Details der Oberfläche verloren. Prominente Beispiele sind Rodin-Bronzen, die auf diese Weise kopiert wurden und als Fälschungen gelten.